# Лейкей
Лейкей (рум. Lăicăi) — село у повіті Арджеш в Румунії. Входить до складу комуни Четецень.
Село розташоване на відстані 107 км на північний захід від Бухареста, 43 км на північний схід від Пітешть, 144 км на північний схід від Крайови, 62 км на південний захід від Брашова.

## Населення
За даними перепису населення 2002 року у селі проживали 833 особи, усі — румуни. Усі жителі села рідною мовою назвали румунську.